# Konst och slöjd
Konst och slöjd, även Konstslöjd, är en bronsskulptur av den svenske konstnären Theodor Lundberg från 1896–1897. Den allegoriska överdimensionerade (233 cm hög) statyn donerades 1897 av grosshandlare Edvard Cederlund till Nationalmuseum i Stockholm.
Den är placerad i den vänstra nischen vid museets stora portik där entrén är belägen. I den högra nischen står Christian Erikssons staty Konstforskning. 